# 元帥府条例
元帥府条例（げんすいふじょうれい、旧字体：元帥府條例、明治31年1月20日勅令第5号）は、1898年（明治31年）1月20日に公布された詔書「元帥府設置ノ詔」に基づき発布された勅令。1918年（大正7年）改正。

## 概要
戦前の軍隊において元帥号の法的根拠であった。元帥という名称は1872年（明治5年）に陸軍階級の一つとして採用されたが、翌年廃止され、それ以降日本の軍隊に元帥号は存在しなかった。
1897年10月14日に参謀総長の小松宮彰仁親王が「マルシャル」の官職の設置などを含む上奏を行った。この上奏を受けて山縣有朋が元帥府条例を起案した。この背景には陸軍が世代交代期にあり、軍事顧問機関を設けることで山縣らを現役に留置することが必要と考えられた点があり、一方で軍制への抵触を避ける制度設計がなされた。山縣の案では漠然と「功臣」を列するとしていたが、伊藤博文によって軍事上の最高顧問と修正された。また、宮中席次について山縣案では大勲位の下位とされていたが、伊藤が御下問を受けた後に首相の次席に位置づけられることになった。
1898年（明治31年）1月19日に「元帥府設置ノ詔」とともに裁可された。
1945年（昭和20年）11月30日「元帥府条例等廃止ノ件」（昭和20年11月30日勅令第669号）により、廃止された。

## 条例全文
- 第一条　元帥府ニ列セラルル陸海軍大将ニハ特ニ元帥ノ称号ヲ賜フ
- 第二条　元帥府ハ軍事上ニ於テ最高顧問トス
- 第三条　元帥ハ勅ヲ奉シ陸海軍ノ検閲ヲ行フコトアルヘシ
- 第四条　元帥ニハ別ニ定ムル所ニ依リ元帥佩刀及元帥徽章ヲ賜フ
- 第五条　元帥ニハ副官トシテ佐尉官各一人ヲ附属セシム

（明治31年勅令第5号制定・大正7年勅令第330号改正）